# Arthroleptis nlonakoensis
Arthroleptis nlonakoensis är en groddjursart som först beskrevs av Plath, Herrmann och Böhme 2006.  Arthroleptis nlonakoensis ingår i släktet Arthroleptis och familjen Arthroleptidae. Inga underarter finns listade i Catalogue of Life.